# 草酸鈣石
草酸鈣石（英語：Weddellite）是草酸鈣的一種礦物形式，化學式為CaC2O4·2H2O。因在南極洲附近的威德爾海底部沉積物中發現的毫米大小的晶體而得名。有時，草酸鈣石會部分脫水成水草酸鈣石，在草酸鈣石的短四方雙錐體之後形成粒狀水草酸鈣石的礦物假象。它於1942年首次被描述。

## 發現
草酸鈣石在海底泥漿中以自生晶體的形式出現。 在泥炭沉積物和方解石湖沉積物中也有產生。它與水草酸鈣石、尿素、磷二銨礦（Phosphammite）和鉀芒硝一起出現。
如果使用草酸清潔任何含有鈣的礦物樣品，草酸鈣石和水草酸鈣石可能會在樣品上出現。